# Памятник Екатерине II (Симферополь)

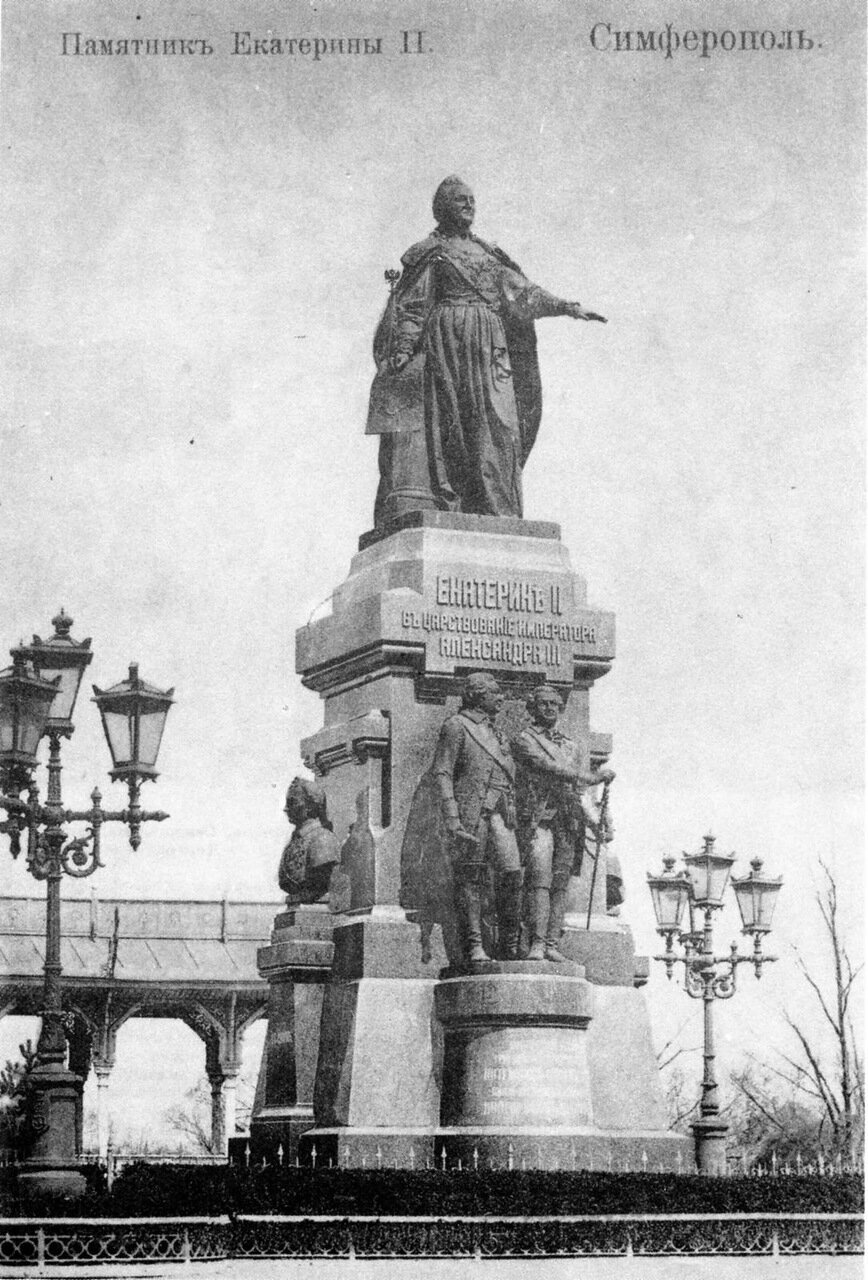
Памятник Екатерине II в Симферополе

Памятник Екатерине II — памятник императрице Екатерине II в городе Симферополе.

## Первый памятник

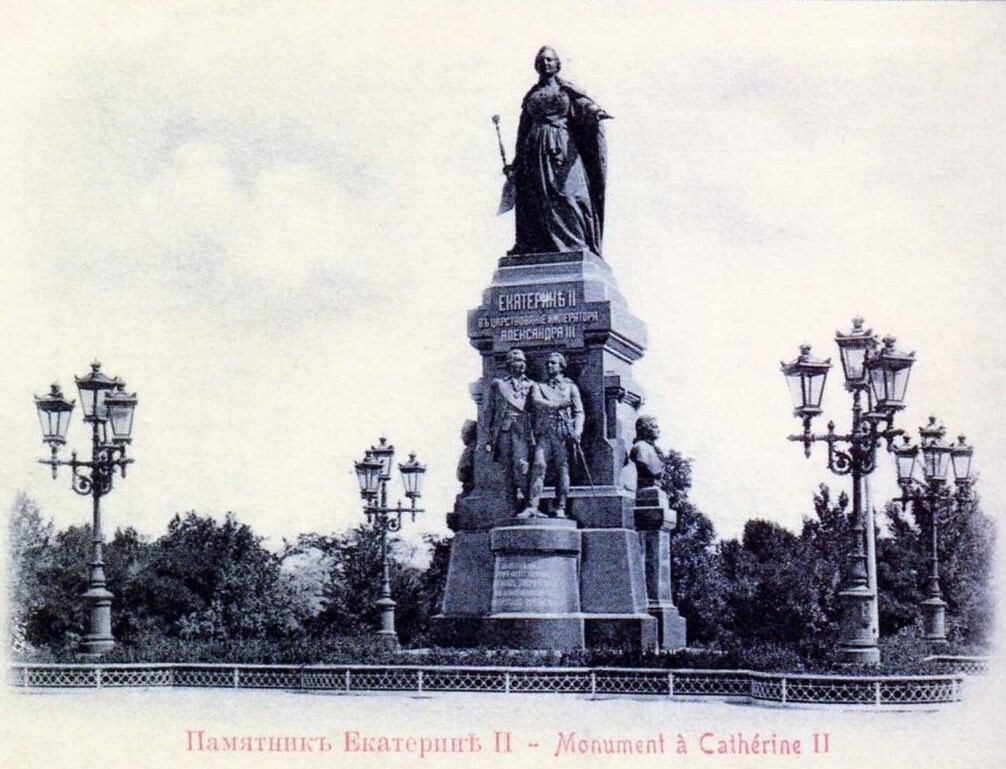
Памятник на рубеже XIX-XX веков.

Автором первого памятника императрице Екатерине Великой был академик Императорской Академии Художеств Н. А. Лаверецкий. Возведение памятника было приурочено к столетнему юбилею присоединения Крыма к России. Работы велись на народные пожертвования. Существенную помощью в организации сбора средств, конкурса и строительства оказали Таврический губернатор Андрей Никитич Всеволожский, Таврический губернский предводитель дворянства В. В. Олив, Симферопольский предводитель дворянства Василий Попов. Василий Попов, как и губернатор, пожертвовал на сооружение памятника немало собственных средств. Закладка памятника состоялась 8 апреля 1883 года в день 100-летия со дня присоединения Крыма к России. Всего на его изготовление было затрачено 92 тысячи рублей. Монумент торжественно открылся 18 октября 1890 года на территории городского сада. Монумент представлял собой бронзовую статую императрицы на гранитном пьедестале. В правой руке Екатерина II держит скипетр и развёрнутую карту Крыма, левая — простёрта к городу. Вокруг подножья памятника располагались скульптуры государственных деятелей екатерининской эпохи, участвовавших в присоединении Крыма к России — князей Григория Потёмкина-Таврического и Василия Долгорукова-Крымского, полководца Александра Суворова, посланника России в Турции Якова Булгакова.
После Февральской революции памятник оказался под угрозой уничтожения. В начале апреля 1917 года неудачную попытку снести памятник предприняла толпа рабочих и солдат. Следом за провозглашением Крымской советской социалистической республики 29 апреля 1919 года председатель Симферопольского ревкома Евгения Багатурьянц распорядилась демонтировать памятник, что было осуществлено 1 мая. С уходом большевиков восстановлением памятника Екатерине II занялась Таврическая учёная архивная комиссия. Был объявлен сбор средств среди населения города. Крупные суммы ассигновали Симферопольское городское управление и таврическое дворянство. Восстановительными работами при поддержке Таврического губернатора Н. А. Татищева и вице-губернатора К. И. Карпова руководил губернский инженер И. В. Ларионов. К 1 декабря 1919 года памятник был восстановлен. Окончательно бронзовый памятник был демонтирован советской властью в мае 1921 года. На его месте появился «Памятник Свободы» (памятник освобождения Крыма) — фигура пролетария из гипса, цемента и арматуры. Перед Великой Отечественной войной он был заменен на памятник Ленину. В 1990-е годы были попытки восстановить памятник Екатерине II, но эта идея не получила поддержку украинских властей.

## Восстановление

Открытие возрождённого памятника Екатерине II.

2 июня 2007 года произошла церемония закладки нового памятника. Против закладки памятника выступал Меджлис крымскотатарского народа и Конгресс украинских националистов.
В 2014 году после аннексии Крыма Российской Федерацией мэр Симферополя сообщил, что городские власти после общения с Митрополитом Симферопольским и Крымским Лазарем намерены восстановить памятник. Вокруг памятника будет создана парковая зона по проекту прошлых лет — с фонарями, ограждениями, фонтанами.
С января 2015 году сектором по охране культурного наследия Симферополя с Творческой мастерской Рукавишниковых (г. Москва) началась работа по организации воссоздания памятника Екатерине II в бронзе в исполнении Народного художника России, академика, скульптора Рукавишникова А. И., с последующей передачей памятника в качестве дара для установки его в городе Симферополе.
В марте 2015 году Межрегиональная общественная организация «Русское единство», которую возглавляет Елена Аксёнова, выступила с инициативой восстановить исторический монумент в Симферополе. Проект поддержал Фонд святителя Василия Великого, который объявил общероссийский сбор средств на восстановление памятника. Для этого был открыт специальный счет, где удалось собрать около 47 млн рублей, деньги собирали в том числе через смс-пожертвования.
Макет нового монумента был разработан на основе сохранившихся описаний и фотографий московскими скульпторами К. Кубышкиным и И. Яворским. Генеральным подрядчиком выступил скульптурно-производственный комбинат "Лит Арт" из подмосковного города Жуковский. Создание памятника началось в марте 2016 года в городе Жуковском Московской области. В июне памятник был изготовлен, доставлен в Симферополь и 25 июня установлен на постамент. Восстановленный памятник Екатерине Великой открыт 19 августа 2016 года. 6 декабря 2016 года постановлением президиума Государственного совета Республики Крым В. М. Вильтер, К. В. Кубышкин, И. Т. Линевич-Яворский и А. А. Устенко «за воссоздание памятника Екатерине II в г. Симферополе» были награждены Государственной премией Республики Крым.
Высота монумента 10 метров, вес около 7 тонн.
.